# مؤسسة ياسر عرفات
مؤسسة ياسر عرفات هي منظمة غير ربحية مُستقلة فلسطينية أنشئت بموجب مرسوم رئاسي عام 2007 للحفاظ على تراث ياسر عرفات وللإبقاء على ذكراه خالده يٌشرف عليها مجلس أمناء ويُديرها مجلس إدارة. يُعد الصندوق القومي الفلسطيني مرجعيتها الإدارية والمالية منذ 17 سبتمبر 2015. وفقًا للنظام الداخلي الأساسي، تُعد العاصمة الفلسطينية القدس المقر الدائم للمؤسسة، ويُعد مقرها في مدينة رام الله مؤقتًا. للمؤسسة مكتب في مدينة غزة.
تمنح المؤسسة جائزة ياسر عرفات للإنجاز السنوية منذ عام 2007 لتشجيع الإبداع والأعمال الجادة والمتميزة في مجالات العمل الوطني أو الثقافي أو الاجتماعي أو الاقتصادي أو العلمي أو الأكاديمي. كما تُنظم العديد من مخيمات ياسر عرفات السنوية.

## التاريخ
يُعد ياسر عرفات شخصًا بارزًا في تاريخ القضية الفلسطينية، حيث شارك في تأسيس حركة التحرير الوطني الفلسطيني، وكان رئيسًا لمنظمة التحرير الفلسطينية، ورئيسًا لدولة فلسطين (بما فيه السلطة الوطنية الفلسطينية).
في 24 مارس 2007، أصدر رئيس السلطة الوطنية الفلسطينية محمود عباس المرسوم رقم (5) وجاء في المادة الأولى: «إنشاء مؤسسة شبه حكومية وغير ربحية تسمى مؤسسة ياسر عرفات، ويكون رئيسها الفخري رئيس اللجنة التنفيذية لمنظمة التحرير الفلسطينية / رئيس السلطة الوطنية الفلسطينية.»
في 25 مارس 2007، شُكلت لجنة تأسيسية مؤقتة ضمت ناصر القدوة، وانتصار الوزير، ورفيق الحسيني، ورمزي خوري، ومحمد مصطفى، وعلي مهنا وعلام الأحمد لتنفيذ أحكام مرسوم إنشاء المؤسسة خلال 6 شهور. مُددت فترتها في 1 أكتوبر 2007 حتى 25 مارس 2008.
في 6 أبريل 2008، عُدل مرسوم إنشاء المؤسسة.
في 12 يوليو 2012، نشرت المؤسسة على موقعها الرسمي مجموعة من التقارير الطبية حول الحالة المرضية لياسر عرفات.

## أعضاء شرف مجلس الأمناء
سلوى أبو خضرا، ميشيل صباح، سامي مسلم، يحيى يخلف، نبيل شعث، ميغيل أنخيل موراتينوس، ميخائيل بوجدانوف، لويس إيناسيو لولا دا سيلفا، ماسيمو داليما، قيس عبد الكريم، 
زويليفليل ماندلا مانديلا، الصادق فيالة، محمد بنجلون الأندلسي.

## متحف ياسر عرفات
في 30 أغسطس 2018، قرر الرئيس الفلسطيني محمود عباس، «منح الشهيد ياسر عرفات، رئيس دولة فلسطين، رئيس اللجنة التنفيذية لمنظمة التحرير الفلسطينية، أعلى درجة من أعلى وسام فلسطيني “القلادة الكبرى لوسام دولة فلسطين”.» وقرر حفظه في متحف ياسر عرفات.

## وصلات خارجية
- الموقع الرسمي
- النظام الداخلي الأساسي للمؤسسة